# Kosmos 2511
Kosmos 2511, ruski geodetski satelit (daljinsko sondiranje Zemlje, rus. DZZ) iz programa Kosmos. Vrste je Kanopus-ST (br. 1). 
Lansiran je 5. prosinca 2015. godine u 14:09 s kozmodroma Pljesecka, s mjesta 43/4. Lansiran je u nisku orbitu oko planeta Zemlje raketom nosačem Sojuz-2.1v/Volga. Orbita mu je 685 km u perigeju i 694 km u apogeju. Orbitna inklinacija mu je 98,18°. Spacetrackov kataloški broj je 41098. COSPARova oznaka je 2015-071-A. Zemlju obilazi u 98,55 minuta. Pri lansiranju bio je mase 441 kg.
Satelit se napaja iz razmjestivih solarnih panela i baterija. 
Vratio se u orbitu 8. prosinca 2015. godine, isto tako i razgonski blok (međuorbitni tegljač) Blok-I 14S54 koji je bio u niskoj orbiti. U istoj je misiji poslan Kosmos 2512.

## Vanjske poveznice
- Состав группировки КНС ГЛОНАСС на 28.01.2012г Состояние ОГ (rus.)
- Glonass  Arhivirana inačica izvorne stranice od 18. lipnja 2006. (Wayback Machine) (rus.)
- Glonass Constellation Status (engl.)
- N2YO.com Search Satellite Database (engl.)
- Celes Trak SATCAT Format Documentation (engl.)